# Čadca mesto
Čadca mesto – przystanek kolejowy w Czadcy, w kraju żylińskim, na Słowacji.
| Čadca mesto                                                   |  |                               |
| Linia 127 Żylina – Czadca – Mosty koło Jabłonkowa (29,000 km) |  |                               |
| Czadcaodległość: 1,000 km                                     |  | Oščadnica odległość: 5,000 km |